# أليكس بوون
أليكس بوون (بالإنجليزية: Alex Boone) هو لاعب كرة قدم أمريكية أمريكي، ولد في 4 مايو 1987 في ليكوود في الولايات المتحدة.

## وصلات خارجية
- أليكس بوون على موقع مرجع كرة القدم المحترفة.كوم (الإنجليزية)